# Блеєр Аполлон Дмитрович
Аполлон Дмитрович Блеєр (нар. 1896, село Софіївка Київської губернії, тепер Черкаського району Черкаської області — розстріляний 15 липня 1937) — український радянський діяч, відповідальний секретар Лубенського і Проскурівського окружних комітетів КП(б)У, голова виконавчого комітету Старобільської окружної ради. Кандидат в члени ЦК КП(б)У в листопаді 1927 — листопаді 1929 р.

## Біографія
Був членом Української партії соціалістів-революціонерів-боротьбистів (комуністів), яка з серпня 1919 року набула назву Українська комуністична партія (боротьбистів), входив до складу її керівних органів.
Член РКП(б) з 1919 року.
У 1923 — травні 1924 року — відповідальний секретар Золотоніського окружного комітету КП(б)У.
У червні 1924—1926? роках — відповідальний секретар Лубенського окружного комітету КП(б)У.
У 1927 — жовтні 1929 року — відповідальний секретар Проскурівського окружного комітету КП(б)У.
Потім — в апараті Ради Народних Комісарів Української СРР. У 1932 році був тимчасово виконуючим обов'язки керуючого справами Ради Народних Комісарів Української СРР.
З 1933 року — голова виконавчого комітету Старобільської окружної ради Донецької області.
До 1937 року — директор маслобази «Облкоопмолпрому» у місті Сватове Донецької області.
1937 року заарештований органами НКВС. 26 червня 1937 року засуджений за «категорією 2». Посмертно реабілітований в 1957 році.